# Labioporella calypsonis
Labioporella calypsonis är en mossdjursart som beskrevs av Cook 1964. Labioporella calypsonis ingår i släktet Labioporella och familjen Steginoporellidae. Inga underarter finns listade i Catalogue of Life.